# Arheološko nalazište antičkog ladanjsko-gospodarskog kompleksa Laduč – Drenje
Arheološko nalazište antičkog ladanjsko-gospodarskog kompleksa Laduč – Drenje jest arheološko nalazište u mjestu i gradu Brdovcu.

## Opis
Arheološki lokalitet, antički ladanjsko-gospodarski kompleks „Laduč – Drenje“, nalazi se južno do pruge u mjestu Laduč, u općini Brdovec. Obuhvaća područje rasprostiranja arheoloških ostataka gospodarsko – ladanjskog kompleksa iz rimskog vremena (villa rustica). Otkriveni su temelji zidova iz više građevinskih faza, među kojima se ističe najsolidniji zid orijentacije sjever-jug promjera 80 cm, povezan vrlo dobro vezivnom žbukom. Od pokretnih nalaza ulomci keramičkih posuda standarnih su oblika i fakture. Nađen je ulomak sigilatne posude, fragment ruba staklene posude, dio koštane ukosnice, zatim dijelovi fibule i keramičke lampice, te brava i ključevi, novac cara Trajana i Julijana Apostata. Zanimljiv je ulomak zdjelice na kojoj je urezan grafit s imenom na grčkom jeziku taur (bik) što je vjerojatno nadimak vlasnika te zdjelice. Nađeno je više ulomaka keramike s pečatnim ukrasom. Radi se o većem gospodarskom kompleksu s reprezentativnim stambenim djelom na što ukazuju bogati pokretni arheološki nalazi te tragovi kvalitetne žbuke oslikane freskama. Na temelju nalaza može se zaključiti da se radi o ladanjskom, stambeno-gospodarskom objektu u rasponu od 1. do 4. st.

## Zaštita
Pod oznakom Z-6712 zaveden je kao nepokretno kulturno dobro – pojedinačno, pravna statusa zaštićena kulturnog dobra, klasificirano kao "kopnena arheološka zona/nalazište".